# 殷盈孫
殷盈孙（?—?），唐朝陈州人。殷侑之孙，太和五年进士殷羽之子。
殷盈孙在乾符末年为成都掾。广明初年，为成都诸曹参军。唐僖宗在西川，任用他为太常博士，礼学有祖风。光启二年（886年）十二月王重荣将李煴的首级献到，群臣请唐僖宗在兴元南门接受，百官称贺。太常博士殷盈孙奏言：李煴是皇族，胁迫至此，应废为庶人，绝属籍，葬以庶人之礼。大捷之庆，须朱玫的首级献到才应该庆贺。唐僖宗同意。
光启二年（886年）冬，随驾自成都还京。光启三年（887年）二月，驻跸凤翔。宗庙在朱玫、李煴之乱中被焚，车驾至京，告享无所。四月，殷盈孙对宰执说，太庙十一室、祧庙八室、三太后三室，因光启元年十二月二十五日车驾出宫，其法物神主都随行，在鄠县被盗贼所夺。皇帝还宫，应该首先制造。宰相郑延昌上奏，太庙大殿二十二间，功程浩大，应该慎重按制度修建。由礼院详议。博士四人，杜用励在利州，崔澄在河中，封舜卿在巴南。殷盈孙献，太庙旧制十一室，二十三间，十一架。现在以少府监大厅权作太庙。十一室在五间之中，陈设狭窄，请接续厅之两头，成十一室。三太后庙，在少府监内西南，别取屋宇三间，充当庙室。等太庙修好，再议迁祔。神主、法物、乐悬，都按殷盈孙依照《周官考工记》所奏重制。按周法以算数除镈钟轻重高卬，黄钟九寸五分，倍应钟三寸三分半，共四十八等。图上口项之量及径衡之围。皇帝命铸镈钟十二，编钟二百四十口。
龙纪元年（889年）十一月，唐昭宗郊祀圆丘。两中尉杨复恭及两枢密使，都请穿着朝服。殷盈孙上疏以为前代及国朝典令，没有内官朝服制度。皇帝应禀高祖、太宗之成制，遵循虞、夏、商、周之旧经。内官要穿朝服，令他们按照所守官本品之服。当时宦官都像宰相大臣一样穿朝服，唐昭宗虽不从，嘉赏他的态度。转任秘书少监，官至大理卿，去世后赠吏部尚书。